# Ưng đầm lầy Á-Âu

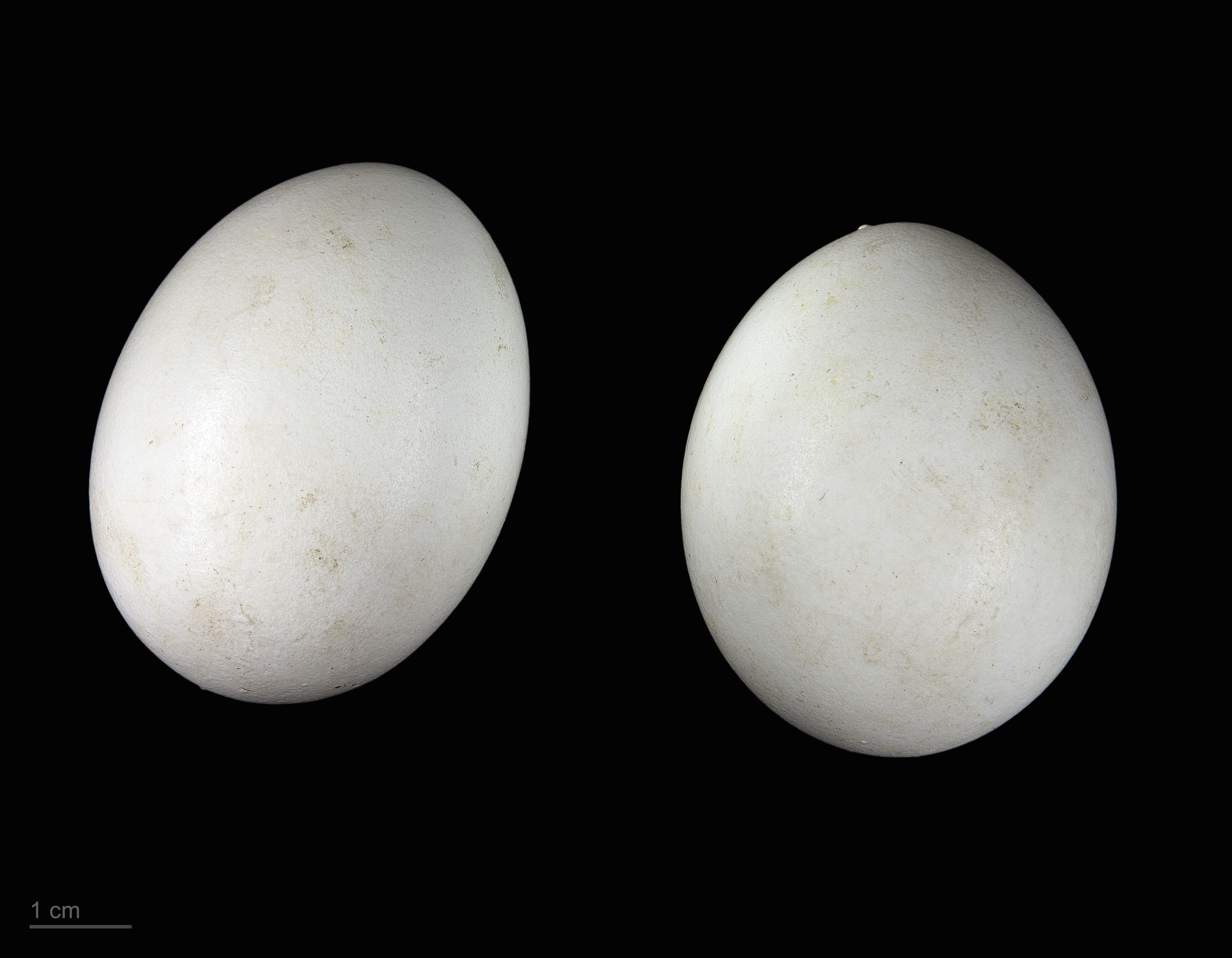
Circus aeruginosus

Circus aeruginosus là một loài chim trong họ Accipitridae.
Loài chim này ăn động vật có vú nhỏ, chim nhỏ, côn trùng, bò sát và ếch.
Thời điểm bắt đầu mùa sinh sản thay đổi từ giữa tháng 3 đến đầu tháng 5.